# جزيرة كاهايانغان
جزيرة كاهايانغان وهي جزيرة من جزر إندونيسيا، وتقع في إقليم جاكارتا.